# Tündre järv
Tündre järv är en sjö i Estland.   Den ligger i landskapet Valgamaa, i den södra delen av landet, 170 km söder om huvudstaden Tallinn. Tündre järv ligger 92 meter över havet. Arean är 0,42 kvadratkilometer. I omgivningarna runt Tündre järv växer i huvudsak blandskog. Den sträcker sig 1,6 kilometer i nord-sydlig riktning, och 1,8 kilometer i öst-västlig riktning.